# Vicariato apostolico dell'Arabia settentrionale

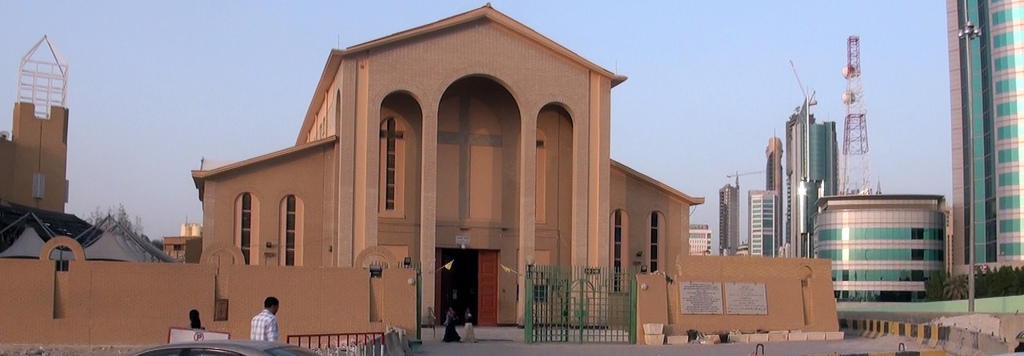
La chiesa della Santa Famiglia nel Deserto, a Madinat al-Kuwait, già cattedrale dal 1961 al 2021.

Il vicariato apostolico dell'Arabia settentrionale (in latino Vicariatus Apostolicus Arabiae Septentrionalis) è una sede della Chiesa cattolica immediatamente soggetta alla Santa Sede. Nel 2022 contava 2.722.750 battezzati su 43.465.183 abitanti. È retto dal vescovo Aldo Berardi, O.SS.T.

## Territorio
Il vicariato apostolico estende la sua giurisdizione sui fedeli cattolici dei seguenti Paesi della Penisola arabica: Bahrein, Kuwait, Qatar e Arabia Saudita. Il vicariato comprende solo formalmente il territorio dell'Arabia Saudita, stato in cui i culti non musulmani sono proibiti.
Sede del vicariato è la città di Awali, in Bahrein, dove sorge la cattedrale di Nostra Signora d'Arabia. A Madinat al-Kuwait, in Kuwait, si trova la chiesa della Santa Famiglia nel Deserto, già cattedrale dal 1961 al 2021.
Il territorio è suddiviso in 11 parrocchie.

## Storia
La prefettura apostolica del Kuwait fu eretta il 29 giugno 1953 con la bolla Quemadmodum dispensator di papa Pio XII, ricavandone il territorio dal vicariato apostolico di Arabia (oggi vicariato apostolico dell'Arabia meridionale).
Il 2 dicembre 1954 la prefettura apostolica fu elevata a vicariato apostolico con la bolla Quandoquidem Christi dello stesso papa Pio XII.
Il 25 gennaio 1957, con la lettera apostolica Regnum Mariae, papa Pio XII proclamò la Beata Maria Vergine, venerata con il titolo di Nostra Signora d'Arabia, patrona del vicariato apostolico.
Il 27 gennaio 1957 fu posta la prima pietra della cattedrale, che fu consacrata il 16 marzo 1961.
Il 31 maggio 2011 il vicariato apostolico ha esteso la sua giurisdizione sull'Arabia Saudita, sul Qatar e sul Bahrein, che erano soggetti al vicariato apostolico di Arabia, e ha assunto l'attuale denominazione in forza del decreto Bonum animarum della Congregazione per l'evangelizzazione dei popoli.
Nell'agosto del 2012 il vicario apostolico ha trasferito la sua residenza dal Kuwait ad Awali, nel centro del Bahrein. Qui il 10 dicembre 2021 è stata consacrata la nuova cattedrale di Nostra Signora d'Arabia, la più grande chiesa cattolica della penisola arabica.
Dal 3 al 6 novembre 2022 il Bahrein ha ricevuto la visita di papa Francesco.
Il vicario apostolico è membro di diritto della Conferenza dei vescovi latini nelle regioni arabe.

## Cronotassi dei vescovi
Si omettono i periodi di sede vacante non superiori ai 2 anni o non storicamente accertati.
- Teofano Ubaldo Stella, O.C.D. † (29 giugno 1953 - marzo 1966 dimesso)
  - Sede vacante (1966-1976)
- Victor León Esteban San Miguel y Erce, O.C.D. † (31 maggio 1976 - 5 novembre 1981 ritirato)[5]
- Francis George Adeodatus Micallef, O.C.D. † (5 novembre 1981 - 14 luglio 2005 ritirato)
- Camillo Ballin, M.C.C.I. † (14 luglio 2005 - 12 aprile 2020 deceduto)
  - Sede vacante (2020-2023)[6]
- Aldo Berardi, O.SS.T., dal 28 gennaio 2023

## Statistiche
Il vicariato apostolico nel 2022 su una popolazione di 43.465.183 persone contava 2.722.750 battezzati, corrispondenti al 6,3% del totale.
| anno | popolazione | popolazione | popolazione | presbiteri | presbiteri | presbiteri | presbiteri                | diaconi | religiosi | religiosi | parrocchie |
| anno | battezzati  | totale      | %           | numero     | secolari   | regolari   | battezzati per presbitero | diaconi | uomini    | donne     | parrocchie |
| ---- | ----------- | ----------- | ----------- | ---------- | ---------- | ---------- | ------------------------- | ------- | --------- | --------- | ---------- |
| 1966 | 16.000      | 475.000     | 3,4         | 4          |            | 4          | 4.000                     |         | 3         | 12        | 5          |
| 1970 | 17.200      | 733.196     | 2,3         | 12         | 6          | 6          | 1.433                     |         | 6         | 31        | 4          |
| 1980 | 32.000      | 1.270.000   | 2,5         | 7          | 3          | 4          | 4.571                     |         | 4         | 30        | 3          |
| 1988 | 51.430      | 1.834.756   | 2,8         | 7          | 2          | 5          | 7.347                     |         | 5         | 30        | 5          |
| 1999 | 151.000     | 2.000.000   | 7,5         | 6          | 1          | 5          | 25.166                    | 1       | 5         | 12        | 4          |
| 2000 | 151.000     | 2.000.000   | 7,5         | 7          | 1          | 6          | 21.571                    | 1       | 6         | 13        | 4          |
| 2001 | 153.000     | 2.000.000   | 7,7         | 8          | 2          | 6          | 19.125                    | 1       | 6         | 13        | 4          |
| 2002 | 154.000     | 2.500.000   | 6,2         | 8          | 2          | 6          | 19.250                    | 1       | 6         | 13        | 4          |
| 2003 | 156.000     | 2.501.000   | 6,2         | 9          | 2          | 7          | 17.333                    | 1       | 7         | 13        | 4          |
| 2004 | 158.500     | 2.650.000   | 6,0         | 10         | 2          | 8          | 15.850                    | 1       | 8         | 13        | 4          |
| 2010 | 300.000     | 3.000.000   | 10,0        | 17         | 6          | 11         | 17.647                    | 1       | 11        | 12        | 3          |
| 2012 | 1.127.954   | ?           | ?           | 23         | 7          | 16         | 49.041                    | 1       | 16        | 12        | 4          |
| 2014 | 2.445.000   | 36.252.722  | 6,7         | 58         | 18         | 40         | 42.155                    | 2       | 40        | 18        | 10         |
| 2017 | 2.570.067   | 40.599.576  | 6,3         | 46         | 2          | 44         | 55.871                    | 2       | 47        | 18        | 11         |
| 2020 | 2.752.241   | 42.956.169  | 6,4         | 16         | 16         |            | 172.015                   | 1       | 4         | 18        | 11         |
| 2022 | 2.722.750   | 43.465.183  | 6,3         | 56         | 13         | 43         | 48.620                    | 1       | 44        | 17        | 11         |